# Thomisus blandus
Thomisus blandus là một loài nhện trong họ Thomisidae.
Loài này thuộc chi Thomisus. Thomisus blandus được Ferdinand Karsch miêu tả năm 1880.